# Bomenbuurt (Haarlem)
De Bomenbuurt is een buurt in de Haarlemse wijk Ter Kleefkwartier in stadsdeel Haarlem-Noord. In deze buurt zijn de namen van de straten vernoemd naar boomsoorten zoals; Pijnboomstraat, Kastanjestraat, Eikenstraat, Berkenstraat en Acaciastraat.
De buurt is voor statistische doeleinden opgesplitst in Bomenbuurt-west en Bomenbuurt-oost. West kent zo'n 2.085 inwoners en Oost zo'n 1.675 inwoners. De buurten worden in het noorden begrensd door de Zaanenlaan, in het oosten door de Rijkstraatweg in het zuiden door de Pijnboomstraat en Stuyvesantstraat. en in het westen vormt de Westelijke Randweg de grens. De grens tussen de twee buurten wordt bepaald door de Marnixstraat, waarover buslijn 2 een verbinding verzorgt met station Haarlem Spaarnwoude en het Delftplein.